# Une femme de ménage
Pour plus de détails, voir Fiche technique et Distribution.
Une femme de ménage est un film français, sorti en 2002, réalisé par Claude Berri d'après un roman de Christian Oster publié en 2001.

## Synopsis
Par une petite annonce, Laura, une jeune Parisienne, trouve un travail de quelques heures de ménage chez Jacques, un quinquagénaire. Celui-ci vit depuis quelques mois séparé de sa compagne. Quand Laura, à son tour abandonnée, doit quitter le studio de son petit ami, elle demande à Jacques de l’héberger. Elle a des goûts très simples et aime le rap. Lui est ingénieur du son et apprécierait plutôt la musique classique ou le jazz. Néanmoins, au bout d'un certain temps, une liaison naît entre eux.
Harcelé par son ex-compagne qui veut renouer avec lui, Jacques décide de quitter Paris pour passer une quinzaine de jours en Bretagne, en laissant Laura seule dans le logement. Mais la jeune femme, qui éprouve des sentiments pour son nouveau protecteur, entend être du voyage et goûter avec lui les joies des vacances à la mer. Jacques accepte de l’emmener.
Si les premiers jours de vacances sont idylliques, Jacques prend conscience que la différence d’âge et de goûts mène à l’impasse. Laura se trouve bien durant ce séjour et appréhende le retour à Paris, qui signifie pour elle le retour à sa condition de femme de ménage. Elle rencontre un jeune homme de son âge, Julien, et entame un flirt avec lui, tout en souhaitant continuer sa relation avec Jacques. Jaloux, celui-ci envisage de mettre un terme à leur relation.
Le dernier jour des vacances, alors que Jacques va à la rencontre de Laura et Julien sur la plage, il fait la connaissance d'Hélène, la mère de Julien, qui le prend pour le père de Laura. Jacques se rapproche d’Hélène et se retrouve à son tour dans un dilemme entre elle et Laura.

## Fiche technique
- Titre : Une femme de ménage
- Réalisation : Claude Berri
- Scénario : Claude Berri  d'après le roman éponyme de Christian Oster
- Distribution : Gérard Moulévrier
- Musique : Frédéric Botton
- Musiques additionnelles : Christophe Martin-de Montagu
- Montage : François Gédigier
- Sociétés de production :  Canal+, Centre National de la Cinématographie, Renn Productions et TF1 Films Production
- Assistante de production : Houria Yazza
- Format : couleur - 2,35:1 - 35 mm   - Son Dolby Digital - DTS
- Type : comédie dramatique
- Durée : 85 minutes
- Dates de sortie : France : 13 novembre 2002

- Visa de contrôle : N° 102.770

## Distribution
- Jean-Pierre Bacri : Jacques Gautier, ingénieur du son
- Émilie Dequenne : Laura, nouvelle femme de ménage de Jacques
- Brigitte Catillon : Claire, amie de Jacques
- Catherine Breillat : Constance, ex-compagne de Jacques
- Jacques Frantz : Ralph, peintre ami de Jacques
- Axelle Abbadie : Hélène, mère de Julien
- Apollinaire Louis-Philippe Dogue : Ernest, barman
- Amalric Gérard : Julien
- Laurence Colussi : la femme à la terrasse
- Djura : la chanteuse
- Nathalie Boutefeu : la jeune fille au concert
- Xavier Maly : l'assistant de Jacques au studio d'enregistrement
- Abel Nahmias : le voisin
- le trio H.U.M. :
  - Daniel Humair : batteur
  - René Urtreger : pianiste
  - Pierre Michelot : contrebassiste

## Production

### Lieux de tournage
- La plus grande partie du tournage se déroule à Paris, ses cafés, en particulier place de l'Odéon et son métro. La boulangerie patisserie La Vieille France, 14 rue de Buci, a fermé en décembre 2009.
- Les scènes de vacances en Bretagne ont été tournées à Quiberon et ses alentours[1]. Celles du salon de coiffure l'ont été chez un authentique coiffeur, au 2 avenue Wilson à Auray[2].

## Distinction
- Nomination d'Émilie Dequenne dans la catégorie meilleur jeune espoir féminin lors de la cérémonie des Césars du cinéma de 2003.